# Curse of the Crystal Coconut
Curse of the Crystal Coconut je šesté studiové album skotské powermetalové hudební skupiny Alestorm, které vydalo 29. května 2020 vydavatelství Napalm Records. Bylo nahráno ve studiu Krabi Road v Thajsku, jež provozuje dlouholetý producent kapely Lasse Lammert. Před albem byly vydány také čtyři singly: „Treasure Chest Party Quest“, „Tortuga“, „Fannybaws“ a „Pirate Metal Drinking Crew“.

## Pozadí a nahrávání
Album bylo nahráno v lednu 2020 ve studiu Krabi Road v Thajsku, které provozuje producent Lasse Lammert. K následnému zvukovému zpracování (mixing a mastering) došlo v únoru téhož roku ve studiu LSD Studios v německém Lübecku. Během nahrávání alba byly natočeny i videoklipy jednotlivých singlů. Skupina měla na léto naplánováno sedmnáct koncertů, všechny však musely být zrušeny kvůli pandemii covidu-19.

V rozhovoru pro Metal Injection se hlavní zpěvák Christopher Bowes k textům písní v albu vyjádřil následovně: 
| „ | Myslím si, že z mnoha textů v albu docela jasně vyplývá, že nás nezajímá, co si lidé myslí. Víme, že existuje spousta lidí, kterým se líbí, co děláme. Pokud to tedy nesnášíte, je nám to upřímně jedno, protože děláme to, co chceme dělat, a funguje to pro nás. | “ |

## Kompozice
Podobně jako předchozí alba kapely Alestorm i Curse of the Crystal Coconut v sobě míchá několik žánrů. Je jimi například pirate metal, power metal, folk metal, heavy metal, a hard rock. Dle recenze alba od měsíčníku Exclaim! mají „Treasure Chest Party Quest“, „Fannybaws“ a „Pirate's Scorn“ „nejchytlavější refrény v katalogu kapely.“ Outburn při popisu skladby „Treasure Chest Party Quest“ napsal, „skutečnost, že se píseň vynořuje zpoza závoje cock rocku 80. let, je doplněna o klasický folk metal a o řvoucí metalcorové staccato, naznačuje, že Alestorm koketuje s novými styly a snaží se to udělat tak absurdní, jak jen dokáže.“ Skladbu „Wooden Leg Part 2 (The Woodening)“ pak popsalo jako „osmiminutové a mnohostranné progesivně metalové vyprávění s důrazem na truchlivý thrash metal, temný symfonický metal à la Bal-Sagoth a death metal“ a „Call of the Waves“ jako „nejvážnější okamžik jejich kariéry.“ Metal Injection vyzdvihlo thrashmetalové riffy v písních „Chomp Chomp“ a „Zombies Ate My Pirate Ship“. Skladba „Tortuga“ se díky účinkování Captaina Yarrface dočkala označení popově-rapového metalu, přičemž „Pirate's Scorn“ je verzí písně, která se objevila v epizodě „Booty and the Beast“ animovaného seriálu Donkey Kong Country.

## Vydání
Dne 8. ledna 2020 kapela oznámila, že jejich šesté studiové album Curse of the Crystal Coconut bude vydáno v létě roku 2020 a později upřesnila, že album bude uvedeno 29. května. Dne 2. dubna 2020 vydala kapela první singl alba, nesoucí název „Treasure Chest Party Quest“, a videoklip k němu. Druhý singl, pojmenovaný „Tortuga“, byl spolu s videoklipem vydán 23. dubna téhož roku a spoluúčinkoval v něm Captain Yarrface. Dne 30. dubna vydala kapela EP The Treasure Chest EP. Nahrávka obsahuje dvě písně z připravovaného alba a tři živé verze skladeb z jejich předchozích alb. Dne 14. května 2020 byl spolu s videoklipem vydán třetí singl „Fannybaws“. „Pirate Metal Drinking Crew“ byl vydán 29. května a stal se čtvrtý singlem z nového alba; vyšel také s videoklipem. Kapela mimo jiné pořádala soutěž (giveaway) pro ty, kteří si album přeobjednali. Vítěz získal herní konzoli Nintendo 64 ve stylu Alestormu a kopii adventury Donkey Kong 64. Dne 6. července vydala kapela animovaný videoklip pro píseň „Shit Boat (No Fans)“. Na jeho animaci pracovali lidé z RMIT University v Melbourne. Byla vydána také deluxe edice alba, která kromě běžných skladeb obsahuje jejich speciální verze nazvané 16th Century Version. Dne 6. srpna byl vydán set The Wooden Box, který na sedmipalcovém singlu obsahoval dvě bonusové skladby, „Big Ship Little Ship“ a „Bassline Junkie“. Ke skladbě „Big Ship Little Ship“ byl vydán i videoklip.

## Seznam skladeb
| Seznam skladeb alba Curse of the Crystal Coconut | Seznam skladeb alba Curse of the Crystal Coconut                                 | Seznam skladeb alba Curse of the Crystal Coconut      | Seznam skladeb alba Curse of the Crystal Coconut | Seznam skladeb alba Curse of the Crystal Coconut |
| Pořadí                                           | Název                                                                            | Hudba                                                 | Text                                             | Délka                                            |
| ------------------------------------------------ | -------------------------------------------------------------------------------- | ----------------------------------------------------- | ------------------------------------------------ | ------------------------------------------------ |
| 1.                                               | Treasure Chest Party Quest                                                       | Christopher Bowes                                     | Christopher Bowes a Máté Bodor                   | 4:16                                             |
| 2.                                               | Fannybaws                                                                        | Bowes                                                 | Bowes                                            | 4:15                                             |
| 3.                                               | Chomp Chomp (ft. Mathias „Vreth“ Lillmåns)                                       | Elliot Vernon, Bowes, Matthew Bell a Mathias Lillmåns | Matthew Bell                                     | 3:33                                             |
| 4.                                               | Tortuga (ft. Captain Yarrface)                                                   | Bowes                                                 | Bell a Peter Stefanovic                          | 3:23                                             |
| 5.                                               | Zombies Ate My Pirate Ship (ft. Patty Gurdy)                                     | Bowes                                                 | Elliot Vernon                                    | 5:05                                             |
| 6.                                               | Call of the Waves                                                                | Bowes a Vincent Jackson Jones                         | Bowes a Vincent Jackson Jones                    | 5:05                                             |
| 7.                                               | Pirate's Scorn                                                                   | Timothy William Foy a Paul Koffmann                   | Timothy William Foy a Paul Koffmann              | 2:48                                             |
| 8.                                               | Shit Boat (No Fans)                                                              | Bowes a Peter Alcorn                                  | Bowes                                            | 1:15                                             |
| 9.                                               | Pirate Metal Drinking Crew                                                       | Bowes a Bell                                          | Bowes, Bell a Bodor                              | 3:45                                             |
| 10.                                              | Wooden Leg Pt. 2 (The Woodening) (ft. Daiki Tacuguči, Kaelhakase a Fernando Rey) | Bowes                                                 | Bowes a Vernon                                   | 8:07                                             |
| 11.                                              | Henry Martin                                                                     | tradiční                                              | tradiční                                         | 2:30                                             |
| Celková délka:                                   | Celková délka:                                                                   | Celková délka:                                        | Celková délka:                                   | 44:02                                            |

| Japonské bonusové skladby | Japonské bonusové skladby                         | Japonské bonusové skladby                             | Japonské bonusové skladby      | Japonské bonusové skladby |
| Pořadí                    | Název                                             | Hudba                                                 | Text                           | Délka                     |
| ------------------------- | ------------------------------------------------- | ----------------------------------------------------- | ------------------------------ | ------------------------- |
| 12.                       | Treasure Chest Party Quest (16th Century Version) | Christopher Bowes                                     | Christopher Bowes a Máté Bodor | 4:18                      |
| 13.                       | Chomp Chomp (16th Century Version)                | Elliot Vernon, Bowes, Matthew Bell a Mathias Lillmåns | Matthew Bell                   | 3:34                      |
| 14.                       | Tortuga (16th Century Version)                    | Bowes                                                 | Bell a Peter Stefanovic        | 3:18                      |

Poznámky
- Produkce, mixing a mastering od Lasse Lammert.[1][2]
- Pořadí skladeb a obsazení z CD brožury.[2]
- „Pirate's Scorn“ je cover písně z animovaného seriálu Donkey Kong Country.[5]
- „Henry Martin“ je cover stejnojmenné tradiční skotské folkové písně.[33]

### Deluxe edice
Byla vydána také deluxe edice alba, která kromě běžných skladeb obsahuje jejich speciální verze nazvané 16th Century Version. Ty jsou upraveny ve stylu 8bitové hudby se zvukovým efektem bitcrusher.

### Wooden Box Set
Set The Wooden Box obsahoval na sedmipalcovém singlu dvě bonusové skladby, „Big Ship Little Ship“ a „Bassline Junkie“. Nicméně zpěvák kapely Christopher Bowes během živého přenosu Listening Party na youtubovém kanálu Napalm Records řekl, že tyto a další bonusové skladby z dřívějších alb budou v budoucnu vydány na Spotify.

## Obsazení
Obsazení stojící za albem Curse of the Crystal Coconut.
Alestorm
- Christopher Bowes – zpěv, keytar
- Máté Bodor – kytara
- Gareth Murdock – basová kytara
- Elliot Vernon – klávesy, screamo vokály
- Peter Alcorn – bicí

Doplňující
- Captain Yarrface – rap ve skladbě „Tortuga“
- Mathias „Vreth“ Lillmåns – screamo vokály ve skladbě „Chomp Chomp“
- Fernando Rey – zpěv ve skladbě „Wooden Leg Pt. 2 (The Woodening)“
- Kaelhakase a Tacuguči – zpěv ve skladbě „Wooden Leg Pt. 2 (The Woodening)“
- Ally Storch – housle
- Patty Gurdy – zpěv ve skladbě „Zombies Ate My Pirate Ship“ a niněra ve skladbách „Chomp Chomp“, „Zombies Ate My Pirate Ship“, „Call of the Waves“, „Henry Martin“ a „Big Ship Little Ship“
- Tobias Hain – trubka, křídlovka
- Jan Philipp Jacobs – pozoun
- Phil Philp a Emma Phillips – doprovodné vokály
- Joe Carter-Hawkins – doprovodné vokály ve skladbě „Tortuga“
- Matthew Bell – syntezátor ve skladbě „Tortuga“
- Ben Turk – doplňující syntezátory ve skladbě „Tortuga“

Produkce
- Lasse Lammert – produkce, mixing, mastering
- Dan Goldsworthy – grafické zpracování